# Anisodactylus virens
Anisodactylus (Hexatrichus) virens – gatunek chrząszcza z rodziny biegaczowatych i podrodziny Harpalinae.

## Taksonomia
Gatunek ten został opisany w 1829 roku przez Pierre’a F.M.A. Dejeana.

## Opis
Chrząszcz średniej wielkości, 10 do 14 mm długi. Ubarwienie jednolite, metaliczne. Nadustek z kilkoma uszczecinionymi punktami na przednim brzegu. Przedplecze mniej poprzeczne niż u A. poeciloides. Golenie przedniej pary odnóży o ostrodze wierzchołkowej potrójnej. Pokrywy o tylko dziewiątym międzyrzędzie owłosionym w przedniej ⅓.

## Rozprzestrzenienie
Gatunek palearktyczny. Wykazany z Grecji, Macedonii Północnej, Włoch, Sycylii, Korsyki, Sardynii, Malty, Balearów, Francji, Hiszpanii, Portugalii, Maroka, Algierii, Tunezji i Egiptu.

## Systematyka
Wyróżnia się dwa podgatunki tego chrząszcza:
- Anisodactylus virens virens Dejean, 1829
- Anisodactylus virens winthemi Dejean, 1831